# Gramicidin
Gramicidin, även kallad gramicidin D, är en blandning av jonoforiska antibiotika, gramicidin A, B och C, som utgör ca 80 procent, 5 procent respektive 15 procent av blandningen. Var och en har två isoformer, så blandningen har 6 olika typer av gramicidinmolekyler. De kan extraheras från Brevibacillus brevis jordbakterier. Gramicidiner är linjära peptider med 15 aminosyror. Detta står i kontrast till orelaterade gramicidin S, som är en cyklisk peptid. Gramicidin ingår i Bafucin sugtablett mot halsinfektion.

## Medicinsk användning
Gramicidiner fungerar som antibiotika mot grampositiva bakterier som Bacillus subtilis och Staphylococcus aureus, men inte bra mot gramnegativa som E. coli.
Gramicidiner används i medicinska pastiller för halsinfektion och i aktuella läkemedel för att behandla infekterade sår. Gramicidiner blandas ofta med andra antibiotika som tyrocidin och antiseptika. Gramicidiner används också i ögondroppar för bakteriella ögoninfektioner. I droppar blandas de ofta med andra antibiotika som polymyxin B eller neomycin. Flera antibiotika ökar effektiviteten mot olika bakteriestammar. Sådana ögondroppar används också för att behandla ögoninfektioner hos djur, som hästar.

## Historik
År 1939 isolerade René Dubos ämnet tyrothricin. Senare visade sig detta vara en blandning av gramicidin och tyrocidin. Dessa var de första antibiotika som tillverkades kommersiellt. Bokstaven "D" i gramicidin D är en förkortning för "Dubos", och uppfanns för att skilja blandningen från gramicidin S.
År 1964 bestämdes sekvensen av gramicidin A av Reinhard Sarges och Bernhad Witkop.
År 1971 föreslogs den dimeriska head-to-head-strukturen av gramicidiner av D. W. Urry.
År 1993 bestämdes strukturen hos gramicidin head-to-head dimer i miceller och lipidbilager genom lösning och solid-state kärnmagnetisk reaktion.

## Struktur och kemi
Gramicidiner A, B och C är ickeribosomala peptider, så de har inga gener. De består av 15 L- och D-aminosyror. Deras aminosyrasekvens är:
formyl-L-X-Gly-L-Ala-D-Leu-L-Ala-D-Val-L-Val-D-Val-L-Trp-D-Leu-L-Y-D-Leu-L-Trp-D-Leu-L-Trp-ethanolamine
Y är L-tryptofan i gramicidin A, L-fenylalanin i B och L-tyrosin i C. X bestämmer isoform. X är L-valin eller L-isoleucin- i naturliga gramicidinblandningar av A, B och C är cirka 5 procent av de totala gramicidinerna i soleucinisoformer.

Gramicidin helices. Antiparallel (vänster) och parallella dubbla spiraler och helix dimer närvarande i lipidbilager. C och N är C- ochN-terminaler.

Gramicidiner bildar helices. Det alternerande mönstret av D- och L-aminosyror är viktigt för bildandet av dessa strukturer. Helixar förekommer oftast som head-to-head dimers. Två gramicidiner kan också bilda antiparallella eller parallella dubbelhelices, särskilt i organiska lösningsmedel. Dimerer är tillräckligt långa för att spänna över cellulära lipidbilager och fungerar därmed som jonkanaltyp av jonoforer.
Gramicidinblandning är ett kristallint fast ämne. Dess löslighet i vatten är minimal, 6 mg/l, och det kan bilda kolloidala suspensioner. Det är lösligt i små alkoholer, ättiksyra, pyridin, dåligt löslig i aceton och dioxan, och praktiskt taget olöslig i dietyleter och kolväten.

## Farmakologi
Gramicidiner är jonoforer. Deras dimerer bildar jonkanalliknande porer i cellmembran och cellulära organeller av bakterier och djurceller. Oorganiska monovalenta joner, såsom kalium (K+) och natrium (Na+), kan färdas fritt genom dessa porer genom diffusion. Detta förstör vitala jonkoncentrationsskillnader, det vill säga jongradienter, mellan membran och dödar därmed cellen via olika effekter. Till exempel stoppar jonläckage i mitokondrier mitokondriell ATP-produktion i celler med mitokondrier.